# باشگاه فوتبال سمباونگ رنجرز
باشگاه فوتبال سمباونگ رنجرز یک باشگاه فوتبال حرفه‌ای بود که در سمباونگ، سنگاپور مستقر بود. این باشگاه در لیگ برتر فوتبال سنگاپور (اس‌لیگ)، بالاترین سطح فوتبال در سنگاپور، بازی می‌کرد. این باشگاه همچنین در بین هواداران با نام "استالیونز" شناخته می‌شد. آنها همچنین به خاطر پیراهن‌های شبیه نیجریه‌ای خود با طرح‌های خارق‌العاده که در فصل افتتاحیه لیگ برتر در دهه ۹۰ استفاده می‌شد، شناخته می‌شدند.